# Chenonceaux
Chenonceaux es una localidad y comuna francesa, situada en la región de  Centro, departamento de Indre y Loira, en el distrito de Tours y cantón de Bléré.

## Demografía
| 308 | 366 | 327 | 363 | 333 | 320 | 328 | 356 | 366 | 368 | 398 | 379 | 390 | 434 | 410 | 352 | 379 | 326 | 323 | 308 | 356 | 328 | 296 | 302 | 292 | 321 | 301 | 308 | 316 | 361 | 313 | 325 | 339 |
| Para los censos de 1962 a 1999 la población legal corresponde a la población sin duplicidades (Fuente: INSEE [Consultar]) |     |     |     |     |     |     |     |     |     |     |     |     |     |     |     |     |     |     |     |     |     |     |     |     |     |     |     |     |     |     |     |     |

## Patrimonio
La comuna alberga el château de Chenonceau.

## Personajes célebres
- Pierre Bretonneau, médico, fue el alcalde de Chenonceaux entre 1803 y 1807.

## Enlaces externos

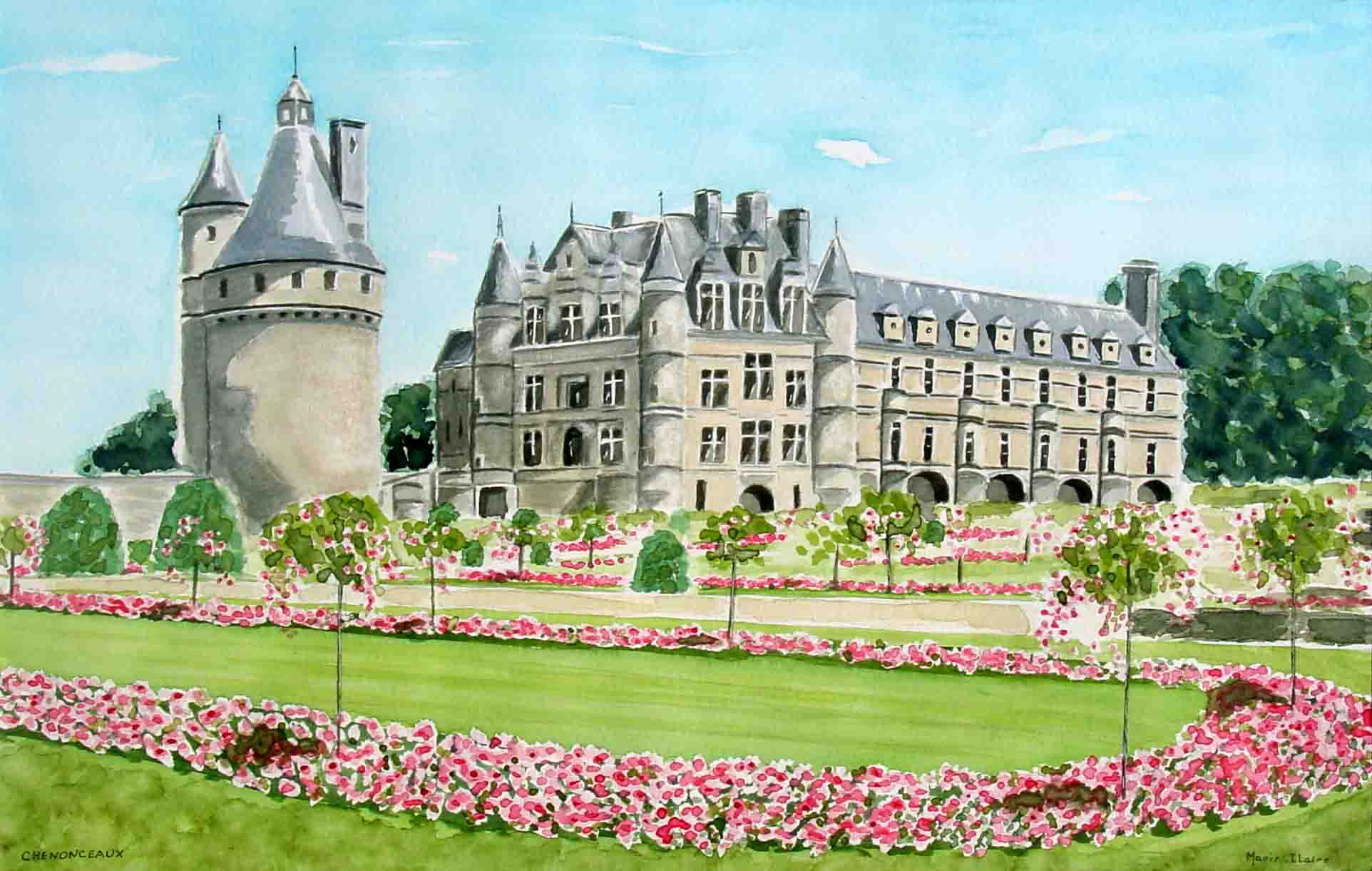
The castle and its flower gardens.